# John Beasley
John Beasley (26 de junho de 1943 - 30 de maio de 2023) foi um ator norte-americano. Ele ficou conhecido pelas suas atuações nos filmes Rudy (1993), The Apostle (1997), A Soma de Todos os Medos (2002), Walking Tall (2004), The Purge: Anarchy (2014), Sinister 2 (2015) e seu papel como Irv Harper na série de TV Everwood (2002–2006). Em 2002, Beasley fundou o "John Beasley Theater & Workshop" em Omaha para promover teatro ao vivo.

## Biografia e carreira
Beasley nasceu em Omaha, Nebraska, em 26 de junho de 1943. Ele só começou sua carreira de ator por volta dos 45 anos. Antes disso, ele era ferroviário na Union Pacific Railroad. Ele fundou o John Beasley Theatre and Workshop em South Omaha.
Beasley interpretou o General Lasseter em A Soma de Todos os Medos e o Reverendo C. Charles Blackwell em O Apóstolo. Em 1992, ele interpretou o pai de Jesse e Terry Hall em The Mighty Ducks. Ele estrelou o remake de 2004 de Walking Tall.
Beasley apareceu em várias séries e filmes para televisão. Seu papel mais proeminente em uma série de televisão foi em Everwood, como Irv Harper. Ele também apareceu na sitcom da TV Land The Soul Man, que exibiu sua quinta e última temporada em 2016. Beasley também afirmou que mesmo que não tivesse chegado à Broadway, ainda teria tido uma carreira de sucesso.

## Vida pessoal e morte
Beasley casou-se com Judy Beasley. Eles tiveram dois filhos e seis netos. Seu neto Malik Beasley é um jogador profissional de basquete do Detroit Pistons.
Beasley morreu no hospital de Omaha em 30 de maio de 2023, aos 79 anos, devido a complicações no fígado.

## Filmografia

### Filme
| Ano  | Título                    | Papel                        | Notas |
| ---- | ------------------------- | ---------------------------- | ----- |
| 1991 | V.I. Warshawski           | Ernie                        |       |
| 1992 | The Mighty Ducks          | Mr. Hall                     |       |
| 1993 | Rudy                      | Coach Warren                 |       |
| 1993 | Untamed Heart             | Cook                         |       |
| 1994 | Little Big League         | Roberts                      |       |
| 1997 | The Apostle               | Brother C. Charles Blackwell |       |
| 1999 | The General's Daughter    | Col. Slesinger               |       |
| 1999 | Crazy in Alabama          | Nehemiah Jackson             |       |
| 2000 | The Operator              | Rev. James                   |       |
| 2000 | Lost Souls                | Mike Smythe                  |       |
| 2000 | The Gift                  | Albert Hawkins               |       |
| 2002 | The Sum of All Fears      | Gen. Lasseter                |       |
| 2004 | Walking Tall              | Chris Vaughn Sr.             |       |
| 2014 | The Purge: Anarchy        | Papa Rico Sanchez            |       |
| 2015 | I'll See You in My Dreams | Mike                         |       |
| 2015 | Sinister 2                | Father Rodriguez             |       |
| 2019 | The Turkey Bowl           | Judge Tibbins                |       |
| 2020 | Cowboys                   | Ben the Friendly Ranger      |       |
| 2020 | Spell                     | Earl                         |       |
| 2022 | Firestarter               | Irv Manders                  |       |

### Televisão
| Ano        | Título                               | Papel                | Notas |
| ---------- | ------------------------------------ | -------------------- | --- |
| 1990       | Brewster Place                       | Mr. Willie           | Episódios: "Open for Business", "Spring Fever", "Whatever Happened to Patience Jones", "Bernice Sands Comes Home" |
| 1993       | Laurel Avenue                        | Mr. Coleman          | Minissérie |
| 1997       | To Sir, with Love II                 | Ogden                | Episódio: "Pilot"                                                                                                 |
| 1998       | Early Edition                        | Capt. Leon Haines    | Episódios: "A Minor Miracle", "The Quality of Mercy"                                                              |
| 1999       | Millennium                           | James Edward Hollis  | Episódios: "Darwin's Eye", "Via Dolorosa", "Goodbye to All That"                                                  |
| 1999       | A.T.F.                               | Sec. Robert Edward   | Filme para TV |
| 2000       | Freedom Song                         | Jonah Summer         | Filme para TV |
| 2000       | Disappearing Acts                    | Mr. Banks            | Filme para TV |
| 2000, 2003 | Judging Amy                          | Judge Henry Bromell  | Episódios: "Dog Days", "Shock and Awe", "Kilt Trip"                                                               |
| 2000–2001  | CSI: Crime Scene Investigation       | Charles Moore        | Episódios: "Crate 'n' Burial", "Evaluation Day"                                                                   |
| 2002–2006  | Everwood                             | Irv Harper           | Papel principal                                                                                                   |
| 2006       | The Lost Room                        | Gus                  | Episódio: "The Comb and the Box"                                                                                  |
| 2007       | NCIS                                 | Daryl Hardy          | Episódio: "Suspicion"                                                                                             |
| 2007       | Boston Legal                         | Det. Walter McKay    | Episódio: "The Chicken and the Leg"                                                                               |
| 2009       | Chasing a Dream                      | Peter Boscow         | Filme para TV |
| 2010       | CSI: Miami                           | Henry Dawson         | Episódio: "Backfire"                                                                                              |
| 2011       | Harry's Law                          | Judge Ronald Winston | Episódio: "Pilot"                                                                                                 |
| 2011       | Detroit 1-8-7                        | Joe King             | Episódio: "Beaten/Cover Letter"                                                                                   |
| 2011       | Treme                                | Don Encalade         | Episódios: "Carnival Time", "Can I Change My Mind?", What Is New Orleans?", "Do Watcha Wanna"                     |
| 2012–2016  | The Soul Man                         | Barton Ballentine    | Papel principal (1° temporada), papel recorrente (2°–5° temporada)                                                |
| 2017       | The Immortal Life of Henrietta Lacks | Cliff                | Filme para TV |
| 2017       | Shots Fired                          | Mr. Dabney           | Papel recorrente                                                                                                  |
| 2018       | The Resident                         | Mortimer Rosenthal   | Episode: "Comrades in Arms"                                                                                       |
| 2019       | Limetown                             | The Reverend         | Episódios: "Rake", "Napoleon"                                                                                     |
| 2019       | The Mandalorian                      | Bartender            | Episódio: "Chapter One"                                                                                           |
| 2021       | Your Honor                           | Elijah Davies        | Episódio: "Part Ten"                                                                                              |